# Avelino Sanhueza
Avelino Sanhueza Hamén (n. Iquique) es un artista plástico chileno, académico de la Universidad Católica del Norte. Es conocido por sus obras y esculturas en paseos peatonales y monumentos históricos.

## Biografía
Nació en Iquique y desde niño se interesó en el arte de la escultura, experimentando e investigando con materiales, tiza, borra (greda nortina) y tallando en ramas de tamarugos. 
Sus inicios en este arte, fueron con trabajos de estilo abstracto, pero luego cambió sus líneas de expresión, queriendo comunicar sus ideas al máximo de público. “Más que un alumno, fue un obrero del arte. Él estaba siempre con sus manos empolvadas en un plano creador”, artista nortino Waldo Valenzuela.

## Distinciones
- Huésped Ilustre de Samaipata (Santa Cruz, Bolivia. 2014)

## Obras
- Escultura/Pintura, la publicación muestra una síntesis de la labor desarrollada por el maestro en las últimas décadas, cuya dedicación y talento lo han llevado a ser considerado uno de los referentes del arte en el norte de Chile.

- Muestra Retroesculturas (2012),[2] son 16 trabajos que resaltan la figura humana, en su mayoría se observa con un acento en el realismo fantástico, donde se deslizan formas con una intencionalidad sintética y minimalista y también con un sentido simbólico. Suma de experiencias, materiales y técnicas desde sus inicios hasta ahora en que está trabajando en mixturas de pasta de gres (similar a la arcilla), metal, cerámica y la fibra de vidrio.

- I Bienal de Escultura en Piedra Tiwanaku 2008,[3] Representó a Chile en un encuentro internacional, donde trabajó in situ, utilizando la piedra del lugar al igual que los antiguos habitantes de la milenaria cultura de Tiwanaku.

- Germinación[4] es la obra realizada en la IV Bienal Internacional de Escultura en Piedra Samaipata, Santa Cruz 2014 (Bolivia). El artista nortino, los declararon Huésped Ilustre del lugar y Las obras confeccionadas por los artistas, serán declaradas Patrimonio Cultural de esa ciudad, y se proyecta nombrar el lugar como: “Parque de las esculturas”.

- Esculturas en el Paseo Peatonal Matta de Antofagasta.[5] Monumentos a la figura de José Papic, cineasta antofagastina Adriana Zuanic y a la periodista antofagastina Lenka Franulic, todas aprobadas por el Consejo de Monumentos Nacionales. Elaboradas en bronce de 2 centímetros de grosor, las piezas –fundidas en Santiago- cuentan con una estructura metálica interna y fueron creadas a tamaño real basadas en los registros fotográficos aportadas por familiares y el historiador Floreal Recabarrren.

- Monumento histórico al minero y pescador (1979) que se ubicaba frente al Balneario Municipal de Antofagasta. creado para recordar a la épica del hombre chileno, de la pampa y el mar.